# Scooby-Doo rémes karácsonya
A Scooby-Doo rémes karácsonya (eredeti cím: Scooby-Doo! Haunted Holidays) 2012-ben bemutatott amerikai televíziós 2D-s számítógépes animációs film, amelynek a rendezője Victor Cook, a producerei Victor Cook és Alan Burnett, az írója Michael F. Ryan, a zeneszerzője Robert J. Kral. A film a Warner Bros. Animation gyártásában készült a Warner Home Video és forgalmazásában jelent meg. Műfaját tekintve filmvígjáték.
Amerikában 2012. október 16-án mutatták be DVD-n, Magyarországon 2012. december 15-én mutatta be az HBO.

## Szereplők
| Szereplő        | Eredeti hang     | Magyar hang      |
| --------------- | ---------------- | ---------------- |
| Scooby-Doo      | Frank Welker     | Vass Gábor       |
| Fred Jones      | Frank Welker     | Markovics Tamás  |
| Diána Blake     | Grey DeLisle     | Hámori Eszter    |
| Bozont Rogers   | Matthew Lillard  | Fekete Zoltán    |
| Vilma Dinkley   | Mindy Cohn       | Madarász Éva     |
| Havros Menkle   | Carlos Alazraqui | Cs. Németh Lajos |
| Clete, takarító | Carlos Alazraqui | Orosz István     |
| Fabian Menkle   | Crispin Freeman  | Posta Victor     |
| Mikulás         | Fred Tatasciore  | Csuha Lajos      |
| Mikulás-színész | Fred Tatasciore  | Csuha Lajos      |